# Myrmeparmena
Myrmeparmena is een kevergeslacht uit de familie van de boktorren (Cerambycidae). De wetenschappelijke naam van het geslacht werd voor het eerst geldig gepubliceerd in 2012 door Vives.

## Soorten
Myrmeparmena is monotypisch en omvat slechts de volgende soort:
- Myrmeparmena sudrei Vives, 2012